# Ulriken
Ulriken – najwyższy szczyt pasma De syv fjell, które otaczają drugie pod względem wielkości miasto Norwegii - Bergen. Wysokość szczytu wynosi 643 m n.p.m. Szczyt jest punktem widokowym na Bergen.

## Szczyt
Szczyt połączony jest z podstawą kolejką linową Ulriksbanen. Na szczycie znajduje się wieża telewizyjna i restauracja. Ulriken jest górą z siecią szlaków turystycznych o różnym stopniu trudności.

## Góra w kulturze
Jednym ze zdobywców szczytu był instruktor teatralny Henrik Ibsen. Swoje wejście opisał w wierszu: Vi vandrer med freidig mot.